# IT'S SHOWTIME!!
《IT'S SHOWTIME!!》，是日本樂團B'z的第三十四張單曲。

## 簡介
- 出道15週年發行的單曲
- 這張單曲發表的同時，第4張單曲BE THERE至第13張單曲《裸足的女神》經過重新後製為12cm單曲再度發售。
- 也因為此原因，2003年4月第1周Oricon單曲前10名排行榜，除了第2名為SMAP的《世界上唯一的花》之外，第1、第3至第12名全是B'z的歌曲，此紀錄目前無人能破
- CD封面的英文為書法家柿沼康二所寫
- MV於美國洛杉磯
- 最終銷量約42.2萬張，是B'z自1991年第8張單曲LADY NAVIGATION以來，單曲銷量跌破50萬張。

## 製作人員
- 松本孝弘：吉他・全曲作曲・編曲
- 稲葉浩志：主唱・全曲作詞
- 山木秀夫：鼓（#2）
- 徳永暁人：貝斯・全曲編曲

## 收錄曲
- 1.IT'S SHOWTIME!!
- 2.New Message

## 主題曲
- TV ASAHI NETWORK SPORTS 2003主題曲。（#1）

## 收錄專輯
- BIG MACHINE（#1、アルバムバージョン）
- B'z The Best "Pleasure II"（#1）
- B'z The Best "ULTRA Pleasure"（#1）
- B'z The Best "ULTRA Treasure"（#2）